# ويل راندال (كاتب)
ويل راندال (بالإنجليزية: Will Randall)‏ هو كاتب بريطاني، ولد في 1966 في هانوفر في ألمانيا.

## وصلات خارجية
- ويل راندال على موقع IMDb (الإنجليزية)